# Ulloa (Valle del Cauca)
Ulloa es un municipio de Colombia, situado en el oeste del país, en el departamento del Valle del Cauca, a 237 km de la capital del departamento, Cali. En 1928 fue elevado a la categoría de municipio.

## Toponimia
En el año 1930,  Asamblea Departamental le asignó el nombre definitivo de "Ulloa", para perpetuar el recuerdo del general Juan Eleuterio Ulloa, Prócer de la Confederación Granadina.

## Límites Municipales
|                | Norte: RISARALDA(Pereira) |                       |
| Oeste: Cartago |                           | Este: FilandiaQUINDÍO |
|                | Sur: Alcalá               |                       |

## Historia
Ulloa fue fundada por el colono antioqueño Leocadio Salazar, acompañado de Joaquín Arbeláez, Jesús María Bedoya Ríos, Miguel Ángel Marín Osorio, Vicente Román, Nepomuceno Carvajal, Esteban Ramos, Eladio Peláez, Isabel Rivera, Julio Zabulón Arias, Camilo Echeverri y José Vicente Marín, impulsados por la consigna acuñada por Leocadio Salazar: -"Por cada día de trabajo les doy un lote donde lo quieran."

### Elevación a municipio
En un principio Ulloa era corregimiento perteneciente a Alcalá y es el municipio más pequeño del territorio vallecaucano.
La ordenanza número 20 del 26 de abril de 1928, originaria de la Asamblea Departamental del Valle del Cauca, dándole nombre inicial de Villa Sucre, precisamente en memoria del mariscal de Ayacucho, Antonio José de Sucre.
Dos años después cambia su nombre a Ulloa.

## División Político-Administrativa
Además de su Cabecera municipal. Ulloa tiene bajo su jurisdicción los siguientes Centros poblados:

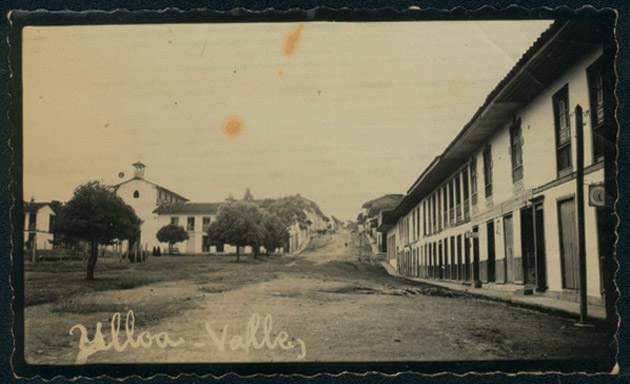
Calle Principal de Ulloa en sus Primeros Años

- Dinamarca
- Moctezuma

## Símbolos
Ulloa como toda localidad organizada, posee sus símbolos, los cuales se vienen intensificando su conocimiento y veneración.

### Bandera
Su bandera está formada por tres franjas horizontales, de colores rojo, azul claro y verde, que conectan a un triángulo equilátero de color dorado y el cual está sujeta al asta de la bandera:
-Rojo: Es el símbolo del valor y de la victoria.
-Azul claro: Representa la Justicia, la lealtad y la hermosura del municipio.
-Verde: Es el símbolo de la esperanza; a la vez representa la imagen de la agricultura y riqueza natural predominante en Ulloa.
-El Dorado: El triángulo equilátero de color dorado es la representación de la incisión que hace el departamento del Valle del Cauca sobre las auríferas tierras de la Civilización Quimbaya.

### Himno

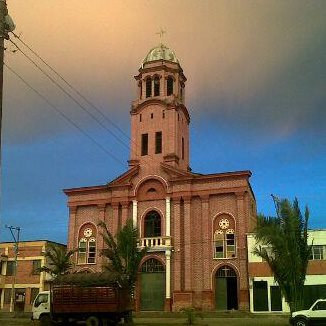
Parroquia "San José" de Ulloa.

El himno patrio de los ulloenses es inspiración en la letra del maestro Raúl Silva Holguín y la música del compositor José Alárico Bedoya.
En las escuelas y en el colegio, que lleva el nombre del fundador Leocadio Salazar, se enseñan las estrofas y la música del cántico que es consigna de todo ulloense sebérselo de memoria, como contribución amorosa en regocijo del suelo nutricio.
El maestro Raúl Silva Holguín recuerda hechos que llamó "Ideas" y hace alusión a una celebración cuando Ulloa llegaba a los primeros 50 años de vida política-administrativa. Hizo en ese artículo, publicado en uno de los diarios de Cali, la defensa del civismo que es propio de los habitantes de Ulloa, haciendo remembranza, además, de la sugerencia para que se diera realidad a ese imperativo hecho letra y música.
Letra:
I
Para ULLOA nuestro pueblo cantemos
Con el alma un poema de amor,
Ya su historia sencilla brindemos
Nuestra inmensa riqueza el honor (Bis)
II
De las tierras del bravo Quindío,
Según dice la historia conseja,
Fue la rica y auténtica viejas
Que en Cartago dio nombre a su río
III
Y, en la gesta titánica y galle,
Mil guaqueros que en paz y en la guerra,
Se internaron buscando en la sierra 
Los tesoros del indio Quimbaya.
IV
A sus bosques floridos llegaron,
Campesinos de Antioquia y de Caldas
Y en sus valles, lomas y faldas
La fortuna en sus lares dejaron.
V
Junto al pálido de verdes guaduales.
La naturaleza ofrece rubíes,
Que degradan precisos hurieles 
A la sombra de sus cafetales
VI
“VILLA DE SUCRE” llamase al principio,
por el Cid que acampó en sus montañas,
más ULLOA anticipó sus campañas
fiel visión del actual Municipio.
VII
Evoquemos la rústica historia,
De LEOCADIO y demás fundadores,
Y un pendo en sus cuatro colores
Dediquemos a honrar su memoria.
VIII
Hoy ULLOA se enaltece dichosa,
Como seres fructífera y bella,
Todo es grato y noble y en ella y en ella
Se trabaja. Se goza y se aprende.

## Ruta turística
Ulloa cuenta con unos paisajes de excepcional belleza, una enorme riqueza hídrica y excelentes facilidades para la práctica del turismo. La actividad turística que se desarrolla en Ulloa se encuentra principalmente en torno del río Barbas, donde se pueden encontrar paisajes propicios para la recreación, estos se concentran principalmente en cercanías de las veredas El Brillante y Calamonte Bajo, además, en los parajes la Planta, La Playa, El Paso de Arabia y Balneario Sucre, en estos sitios se disfruta de actividades familiares en un acogedor entorno natural, el espejo de agua formado por el río ofrece profundidades que los convierten en ideal para bañar en ellos. En el municipio y como principal facilidad para el turismo de la región se encuentra ubicado en zona rural la finca-hotel El Encanto ofreciendo un servicio de excelente calidad, junto al centro turístico El Nogal Cafetero sobre la vía que conduce a la ciudad de Pereira. Este es uno de los municipios que forman parte del Paisaje Cultural Cafetero, declarado Patrimonio de la Humanidad por la UNESCO en 2011.

## Cultura
A pesar de su poca población e importancia relativa en los distintos ámbitos generales de la nación, el municipio cuenta con expresiones artísticas y culturales propias, asimismo, expresiones basadas o inspiradas en municipios vecinos, influencias extranjeras y su propia historia. Muestra de ello son los distintos tipos de coreografías llevadas a cabo por el único grupo de baile del municipio, "Al Son Que Me Toquen Bailo", instruido por la docente Martha Sánchez, además la institución educativa Leocadio Salazar es organizadora de eventos culturales y deportivos en los que resaltan el teatro, el canto y campeonatos de fútbol y voleibol.

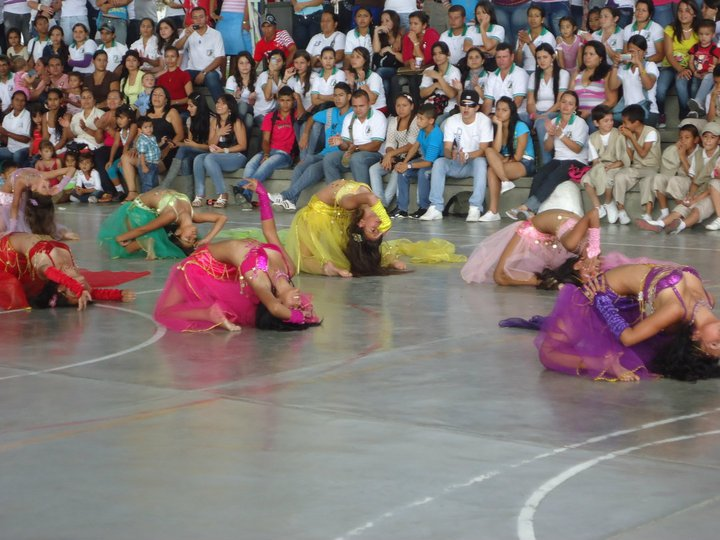
Danza Árabe Grupo de Baile Ulloense

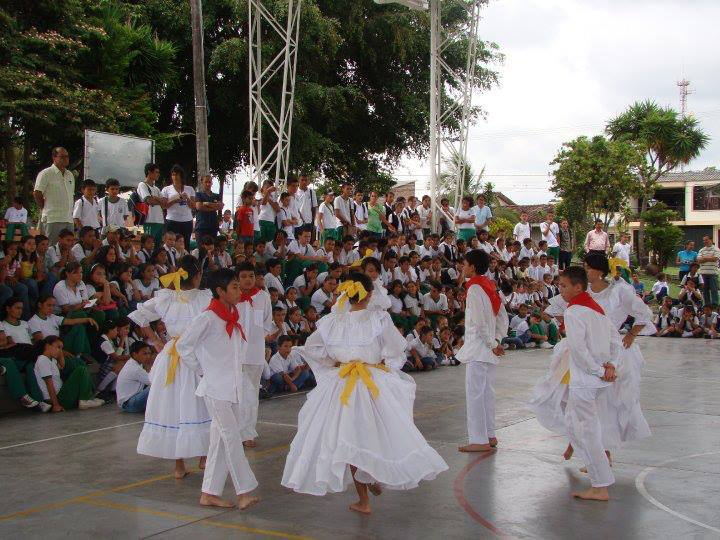
Grupo de Danza "Al Son Que Me Toquen Bailo" de Ulloa, Valle, en un evento cultural del municipio.

Las sedes de la Institución Educativa Leocadio Salazar del municipio, están muy comprometidas con la cultura ambiental, llevando a cabo campañas relacionadas con la conservación y preservación del medio ambiente con la ayuda y compañía de entidades como la Corporación Autónoma Regional del Valle del Cauca y el canal regional de televisión Telepacífico, tomando como iniciativa o eje central el "Grupo De Niños Defensores Del Agua".

### Teatro y Danza
Las expresiones artísticas dadas en el municipio son llevadas a cabo especialmente por la Institución Educativa Leocadio Salazar, principalmente con el fin del aprovechamiento del tiempo libre y buen manejo de este entre jóvenes del municipio.

#### Teatro
El teatro, como expresión artística y cultural, no está fomentado de manera directa entre los habitantes del municipio, es por eso que de manera gradual el drama es representado en eventos internos de la Institución Educativa, entre los mismos estudiantes y docentes, y asimismo para acompañar eventos municipales.

#### Danza
El grupo de danza "Al Son Que Me Toquen Bailo" de la Institución Educativa Leocadio Salazar es el encargado de llevar a cabo las representaciones artísticas del municipio y a sus ciudades y pueblos vecinos.
El grupo de danza surge en el año 1997 como una de las actividades a desarrollar en la semana cultural previa al "Festival De La Canción Colombiana", donde todos los cursos de las Instituciones Educativas, tanto rural como urbana, hacían su aporte exclusivo con la presentación de danzas folclóricas y teatro.

A partir de dicho evento se tuvo en cuenta el grupo de danza infantil dirigido por la docente Martha Isabel García Sánchez de la Institución Educativa Leocadio Salazar, para amenizar a la semana cultural previo a "Las Fiestas del Retorno"  del municipio y todos los programas sociales y culturales coordinados por las diferentes Instituciones y entidades de Ulloa.

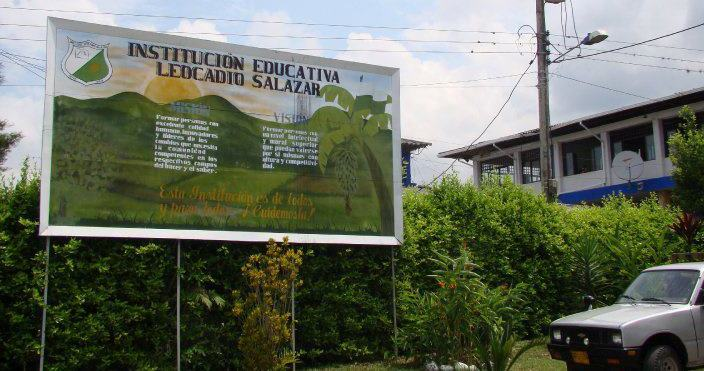
Institución Educativa Leocadio Salazar del Municipio de Ulloa.

Dado que hubo fusión de escuelas en el municipio en el año 2001-2002 para conformar una sola Institución Educativa, accedieron al grupo más integrantes de todos los cursos, después de realizar actividades como "El Día del Foklor", en donde cada grupo presentaba su danza foklórica, y estos estudiantes finalmente se motivaban para hacer parte del grupo de danza de la Institución.
Para el año 2003 el grupo de danza empieza a participar en la celebración de la "Vallecaucanidad" en la ciudad de Cali.
Para el año 2008 el grupo hace parte de la ambientación lúdica del proyecto medio ambiental "Agua Para Hoy Y Mañana" de la Institución Educativa Leocadio Salazar, proyecto muy reconocido a nivel regional y departamental.
En la actualidad, el grupo infantil y juvenil ha sido invitado por municipios vecinos para amenizar el día cultural previo a sus fiestas o efemérides.

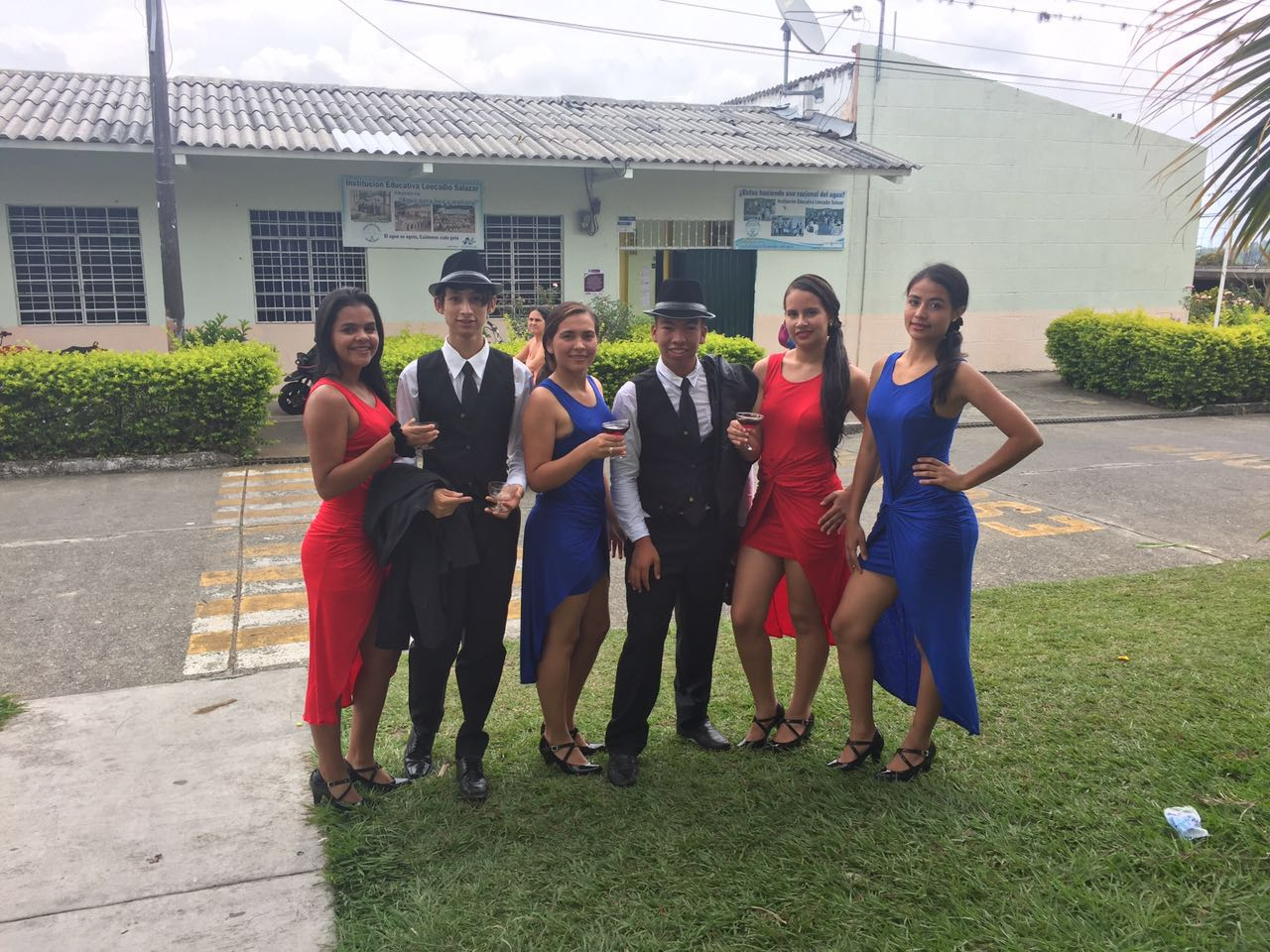
Bailarines De Tango

Dentro de sus repertorio artístico se encuentran danzas folclóricas colombianas, como lo son el mapalé, la cumbia, el pasillo, el currulao, el bambuco, el bunde, etc., asimismo, La Danza del Vientre o Danza Árabe, es practicada por las mujeres del grupo; además, dentro de su repertorio se puede encontrar danza contemporánea o Danza Moderna, donde se destacan el Reggae, Hip-Hop, Dancehall, Pop, Electro pop, Teen pop, entre otros.